# 沃雷克瓦河
沃雷克瓦河是俄羅斯的河流，屬於維姆河的左支流，由科密共和國負責管轄，河道全長170公里，流域面積1,730平方公里，是維切格達河流域的一部分。